# Монстрячий загін
«Монстрячий загін» (англ. Monstrous Regiment) — феміністичний, антивоєнний та, як завжди, іронічний позацикловий роман із серії «Дискосвіт» Террі Пратчетта.

## Сюжет
Поллі Перкс перевдягається хлопцем та вступає до армії, щоб відшукати зниклого брата. Вона потрапляє до загону новобранців, серед яких вампір, троль та Ігор, а керує ними колоритний, заточений в боях сержант Джекрам. Кажуть, армія — це місце, де з кожного зроблять чоловіка. Кажуть, війна була завжди. Кажуть, треба дотримуватися якихось безглуздих правил… Але пара шкарпеток і купка відчайдухів може перевернути все догори дриґом, особливо якщо зміни на часі та їх вже не спинити.

## Рецепція
Нью-Йорк Таймс вважав, що "Монстрячий загін" має серйозну вагу, порівнюючи зображення Прачетта "Жалоби війни" з Вільфредом Оуеном. Чикаго-Читач, звертаючись до сценової адаптації 2014 року, вважав її в основному сатирикою на слабкість традиційних гендерних ролей в той час як Publishers Weekly відзначила свої углушні коментарі про владу, релігійну нетерпимость та сексуальні стереотипи.
У Boing Boing Корі Доктороу високо оцінив здатність Пратчетта до дивовижних бань, епічність персонажів і напружений сюжет, високо оцінюючи жвавість, з якою філософські теми роману інтегровані в текст. PopMatters вважав, що книзі бракує тонкощів, але вона була більш ніж одновимірною, похваляючи Пратчетта за те, що зумів ходити прямо по межі прозелітизму, ніколи не переступаючи, і за те, що він показав, що немає чіткого вирішення проблем, які призвели до Борогравійського конфлікту. BuzzFeed, однак, був набагато негативнішим, назвавши його незграбним і поставивши його на останнє місце серед орієнтованих на дорослих романів про Дискосвіт, опублікованих до оголошення діагнозу Пратчетта – хвороба Альцгеймера.